# Jerrlyn Uduch Sengebau Senior

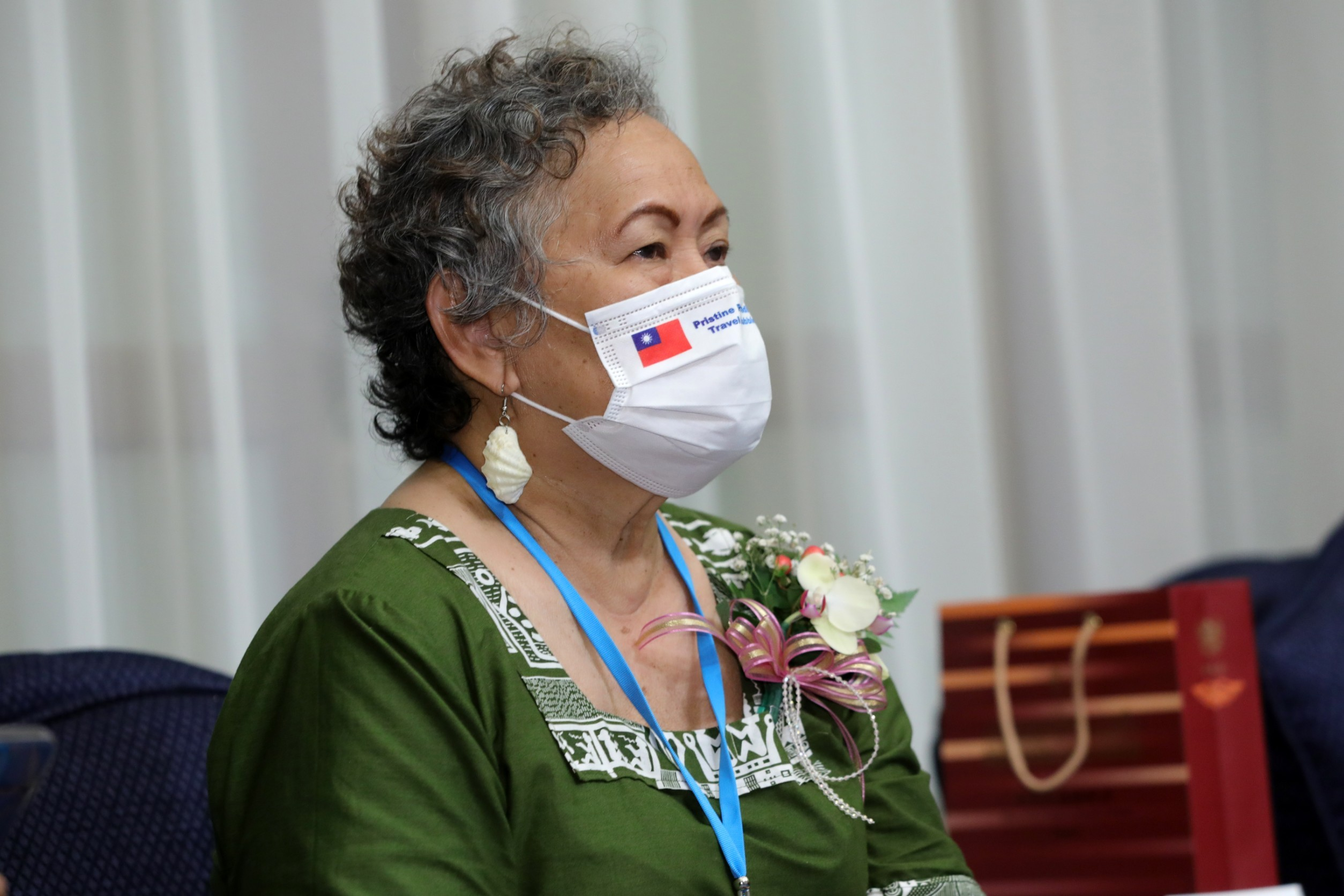
Jerrlyn Uduch Sengebau Senior

Jerrlyn Uduch Sengebau Senior (* 1965) ist eine Juristin und Politikerin in Palau. Seit 2021 ist sie Vice President of Palau. Sie war davor bereits Mitglied des Senats von Palau von 2013 bis zum Amtsantritt als Vice President.

## Leben
Jerrlyn Uduch Sengebau besuchte die Grundschule in Palau und dann eine Highschool in Hawaii. Sie studierte an der University of Hawaii, wo sie einen Bachelor of Arts erwarb und dann mit einem Juris Doctor 1993 graduierte. Sie kehrte als Staff Attorney (Staatsanwältin) der Micronesian Legal Services Corporation nach Palau zurück und wurde später Assistant Attorney General und ein Associate Judge des Land Court, sowie Associate Justice pro tempore des Appellationsgerichts am Supreme Court of Palau. Von 2003 bis zu ihrer Abdankung 2007 war sie Richterin am Land Court. Senior arbeitete dann als Rechtsanwältin bis zu ihrer Wahl ins Parlament.
Bei den Wahlen 2012 wurde sie erstmals ins Parlament gewählt. In ihrer ersten Wahlperiode brachte sie ein Gesetz ein für Elternzeit und gegen Diskriminierung von Schwangeren, außerdem kämpfte sie für Gendergerechtigkeit in öffentlichen Ämtern. Sie gründete auch eine Nichtregierungsorganisation, das Centre for Women’s Empowerment Palau, um Frauen in Führungspositionen zu stärken. Sie wurde 2016 wiedergewählt. Sie war Vorsitzende des Senate Judiciary & Governmental Affairs Committee, trat aber im Juli 2017 zurück.

## Familie
Sie ist verheiratet mit Jerome Senior, mit dem sie vier Kinder hat.